# Bali Brigitta
Bali Brigitta (Budapest, 1948. május 20. –) költő.

## Élete
Budapesten született 1948-ban. Édesapja Bali Jenő jogász, majd miután 1956-ban "racizták", szikvízkészítő kisiparos, magyarán szódás. Édesanyja, Répási Márta leszázalékolt rokkant szívbeteg, háztartásbeli. Testvére nincs. 
Az általános nyolcadik osztályát a zuglói Vámos Ilona Iskolában végezte el, ami azóta nevet és nemet váltott: jelenleg Jókai Mór Általános Iskolának hívják. 
A Teleki Blanka Gimnáziumban érettségizett 1966-ban. Ez az évjárat volt az utolsó nem-koedukált lányosztály. Az ELTE Állam- és Jogtudományi Karán szerzett diplomát 1973-ban. Joggyakornoki idejét a Pesti Központi Kerületi Bíróságon töltötte, majd a Rákoskeresztúri Tanács EÜ Osztályán dolgozott jogi előadóként. Az irodalom és a költészet a jognál sokkal jobban vonzotta, ezért az ELTE Bölcsészettudományi Kar magyar-filozófia szakának befejezésével a jogászkaland számára véget ért. 
Vargabetűk után, a magyarsághoz kapcsolódó témájú angol és francia nyelvű cikkek felkutatása és fordítása révén végül az Országos Széchényi Könyvtár kutatásszervezési csoportjának munkatársa lett.  
Verseit a Forrás, Jelenkor, Vigilia, Liget, Tiszatáj, Hölgyfutár, a párizsi Magyar Műhely, a chicagoi Szivárvány és a washingtoni Arkánum folyóirat közölte. Versei kötetben először 1975-ben jelentek meg a Magvető Kiadónál „Vásott varázslat” címen. 
1985-ben Kalocsán részt vett a Schöffer Szemináriumon, ahol megismerkedett Wally Keeler kanadai költővel. 1986-ban házasodtak össze Torontóban. 1988-ban született meg a fiuk, aki a Kelly Kalocsa nevet kapta. 
1989-ben Bali Brigitta a Torontói Egyetem diákja lett. 1992-ben szerzett mester fokozatot könyvtártudományból. Ezután a Neveléstörténeti Tanulmányok Ontario Intézete (Ontario Institure for Studies in Education) alkalmazta, majd a Ministry of Community and Social Services számára állított össze egy kisebb szakkönyvtárat North Yorkban. 
Két további kötete 1991-ben jelent meg: Jelenek Könyve (versek, Szépirodalmi Kiadó, 1991) és Álom-élen (prózavers-szövegek, Szépirodalmi Kiadó, 1991). A kanadai Rampike magazin négy versét közölte angolul Wally Keeler fordításában.  
Miután 1997-ben Magyarországra fiával együtt visszatért, az Országos Széchényi Könyvtár Hungarika Dokumentációs osztályán dolgozott 2010-ig.[forrás?]